# Aoudéras (Trockental)
Der Aoudéras (auch Auderas) ist ein Trockental im Hochgebirge Aïr in Niger.

## Geographie
Der Ursprung des Aoudéras liegt am Berg Todgha (1853 m) und besteht aus zahlreichen kleinen Nebentälern, die sich in der Gegend des gleichnamigen Dorfs Aoudéras vereinen. Der Aoudéras verläuft kurvenreich in Ost-West-Richtung durch das Gebiet der Landgemeinde Dabaga in der Region Agadez. Einige Kilometer südwestlich des Dorfs Elméki mündet er in das Trockental Tamazalek. Zwischen Ursprung und Mündung besteht eine Entfernung von etwa 43 Kilometern Luftlinie.
Der Aoudéras führt nur saisonal Fließwasser, nach den in der Regel alljährlichen Regenfällen. Der Hauptort des Tals ist das Dorf Aoudéras, daneben bestehen kleinere Weiler.

## Geschichte und Wirtschaft
Die Ersterwähnung des Aoudéras findet sich beim spanischen Chronisten Luis del Mármol Carvajal (1520–1600), der das wasserführende Tal durchwatete. Das Tal zählt nach der weiter im Norden gelegenen Gegend von Iférouane zu den ältesten landwirtschaftlich genutzten Gebieten im Aïr. Es weist eine lange Tradition der Bewässerungsfeldwirtschaft entlang des Ufers auf.